# Saubion
Saubion est une commune française située dans le département des Landes en région Nouvelle-Aquitaine.
Le gentilé est Saubionnais.

## Géographie

### Localisation
Commune située au nord-ouest de Saint-Vincent-de-Tyrosse.

### Communes limitrophes
Les communes limitrophes sont Angresse, Saint-Vincent-de-Tyrosse, Seignosse et Tosse.
|           | Tosse    |                          |
| Seignosse | Saubion  | Saint-Vincent-de-Tyrosse |
|           | Angresse |                          |

### Lieudits et hameaux
Deux quartiers composent la commune de Saubion :
- le Château ;
- l’Église.

### Climat
Pour des articles plus généraux, voir Climat de la Nouvelle-Aquitaine et Climat des Landes.
Historiquement, la commune est exposée à un climat océanique aquitain.  
En 2020, Météo-France publie une typologie des climats de la France métropolitaine dans laquelle la commune est exposée à un climat océanique et est dans la région climatique  Littoral charentais et aquitain, caractérisée par une pluviométrie élevée en automne et en hiver, un bon ensoleillement, des hiver doux (6,5 °C), soumis à la brise de mer.
Pour la période 1971-2000, la température annuelle moyenne est de 13,7 °C, avec une amplitude thermique annuelle de 13,1 °C. Le cumul annuel moyen de précipitations est de 1 378 mm, avec 13,2 jours de précipitations en janvier et 8,3 jours en juillet. Pour la période 1991-2020, la température moyenne annuelle observée sur la station météorologique la plus proche, située sur la commune de Soorts-Hossegor à 7 km à vol d'oiseau, est de 14,9 °C et le cumul annuel moyen de précipitations est de 1 181,8 mm,. Pour l'avenir, les paramètres climatiques de la commune estimés pour 2050 selon différents scénarios d’émission de gaz à effet de serre sont consultables sur un site dédié publié par Météo-France en novembre 2022.

## Urbanisme

### Typologie
Au 1er janvier 2024, Saubion est catégorisée petite ville, selon la nouvelle grille communale de densité à sept niveaux définie par l'Insee en 2022.
Elle appartient à l'unité urbaine de Saint-Vincent-de-Tyrosse, une agglomération intra-départementale regroupant quatre  communes, dont elle est une commune de la banlieue,,. Par ailleurs la commune fait partie de l'aire d'attraction de Capbreton, dont elle est une commune de la couronne,. Cette aire, qui regroupe 6 communes, est catégorisée dans les aires de moins de 50 000 habitants,.

### Occupation des sols

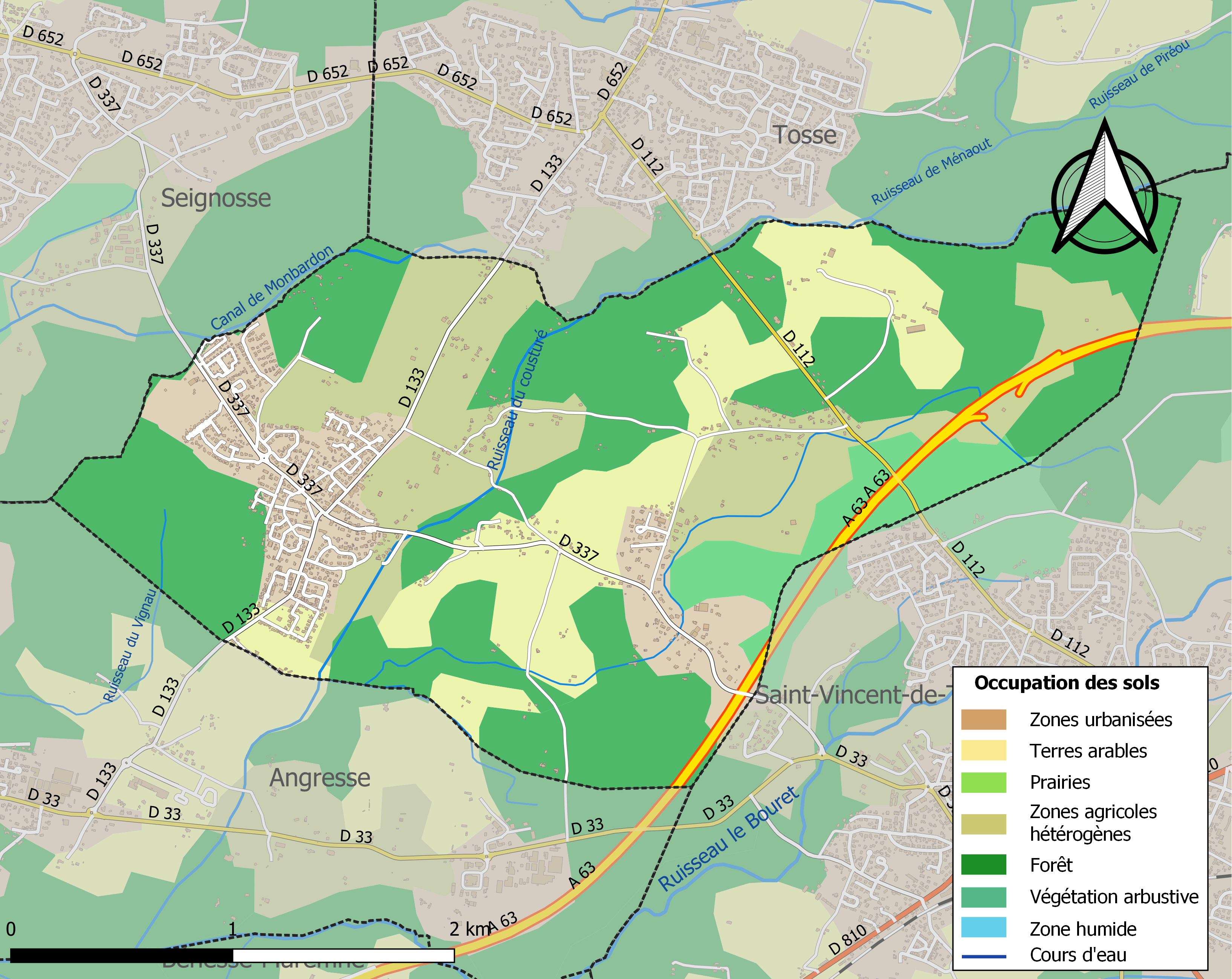
Carte des infrastructures et de l'occupation des sols de la commune en 2018 (CLC).

L'occupation des sols de la commune, telle qu'elle ressort de la base de données européenne d’occupation biophysique des sols Corine Land Cover (CLC), est marquée par l'importance des forêts et milieux semi-naturels (48,3 % en 2018), en diminution par rapport à 1990 (62,2 %). La répartition détaillée en 2018 est la suivante : forêts (42,8 %), zones agricoles hétérogènes (21,4 %), terres arables (17,5 %), zones urbanisées (12,8 %), milieux à végétation arbustive et/ou herbacée (5,5 %). L'évolution de l’occupation des sols de la commune et de ses infrastructures peut être observée sur les différentes représentations cartographiques du territoire : la carte de Cassini (XVIIIe siècle), la carte d'état-major (1820-1866) et les cartes ou photos aériennes de l'IGN pour la période actuelle (1950 à aujourd'hui).

### Risques majeurs
Le territoire de la commune de Saubion est vulnérable à différents aléas naturels : météorologiques (tempête, orage, neige, grand froid, canicule ou sécheresse), feux de forêts, mouvements de terrains et séisme (sismicité faible). Un site publié par le BRGM permet d'évaluer simplement et rapidement les risques d'un bien localisé soit par son adresse soit par le numéro de sa parcelle.
Saubion est exposée au risque de feu de forêt. Depuis le 20 avril 2016, les départements de la Gironde, des Landes et de Lot-et-Garonne disposent d’un règlement interdépartemental de protection de la forêt contre les incendies. Ce règlement vise à mieux prévenir les incendies de forêt, à faciliter les interventions des services et à limiter les conséquences, que ce soit par le débroussaillement, la limitation de l’apport du feu ou la réglementation des activités en forêt. Il définit en particulier cinq niveaux de vigilance croissants auxquels sont associés différentes mesures,.
Les mouvements de terrains susceptibles de se produire sur la commune sont des tassements différentiels.

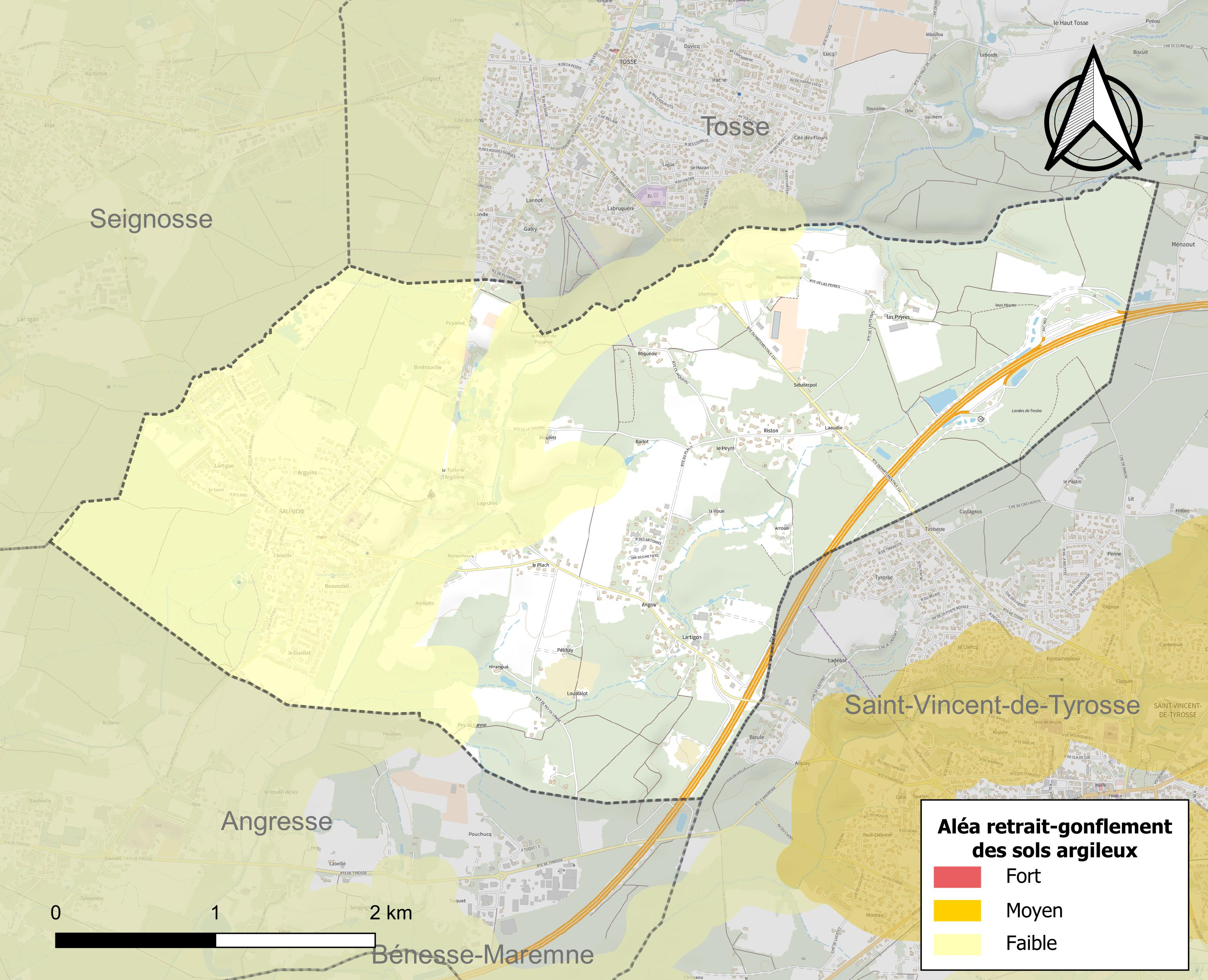
Carte des zones d'aléa retrait-gonflement des sols argileux de Saubion.

Le retrait-gonflement des sols argileux est susceptible d'engendrer des dommages importants aux bâtiments en cas d’alternance de périodes de sécheresse et de pluie. Aucune partie du territoire de la commune n'est en aléa moyen ou fort (19,2 % au niveau départemental et 48,5 % au niveau national). Sur les 706 bâtiments dénombrés sur la commune en 2019,  aucun n'est en aléa moyen ou fort, à comparer aux 17 % au niveau départemental et 54 % au niveau national. Une cartographie de l'exposition du territoire national au retrait gonflement des sols argileux est disponible sur le site du BRGM,.
La commune a été reconnue en état de catastrophe naturelle au titre des dommages causés par les inondations et coulées de boue survenues en 1988, 1999 et 2009 et par des mouvements de terrain en 1999.

## Politique et administration
| Période                                  | Période  | Identité          | Étiquette | Qualité                  |
| ---------------------------------------- | -------- | ----------------- | --------- | ------------------------ |
| mars 2001                                | 2008     | Jeanine Labèque   |           |                          |
| mars 2008                                | 2020     | Pierre Çabaloué   | DVD       | Technicien DDTM retraité |
| 2020                                     | En cours | Sylvie de Arteche |           |                          |
| Les données manquantes sont à compléter. |          |                   |           |                          |

## Démographie
| 1793 | 1800 | 1806 | 1821 | 1831 | 1836 | 1841 | 1846 | 1851 |
| ---- | ---- | ---- | ---- | ---- | ---- | ---- | ---- | ---- |
| 235  | 238  | 202  | 296  | 358  | 321  | 330  | 341  | 375  |

| 1856 | 1861 | 1866 | 1872 | 1876 | 1881 | 1886 | 1891 | 1896 |
| ---- | ---- | ---- | ---- | ---- | ---- | ---- | ---- | ---- |
| 391  | 370  | 388  | 376  | 423  | 418  | 439  | 437  | 470  |

| 1901 | 1906 | 1911 | 1921 | 1926 | 1931 | 1936 | 1946 | 1954 |
| ---- | ---- | ---- | ---- | ---- | ---- | ---- | ---- | ---- |
| 461  | 509  | 482  | 449  | 442  | 423  | 419  | 360  | 385  |

| 1962 | 1968 | 1975 | 1982 | 1990 | 1999 | 2004  | 2006  | 2009  |
| ---- | ---- | ---- | ---- | ---- | ---- | ----- | ----- | ----- |
| 407  | 445  | 384  | 507  | 684  | 936  | 1 093 | 1 260 | 1 323 |

| 2014  | 2019  | 2022  | - | - | - | - | - | - |
| ----- | ----- | ----- | - | - | - | - | - | - |
| 1 372 | 1 734 | 1 806 | - | - | - | - | - | - |

## Lieux et monuments

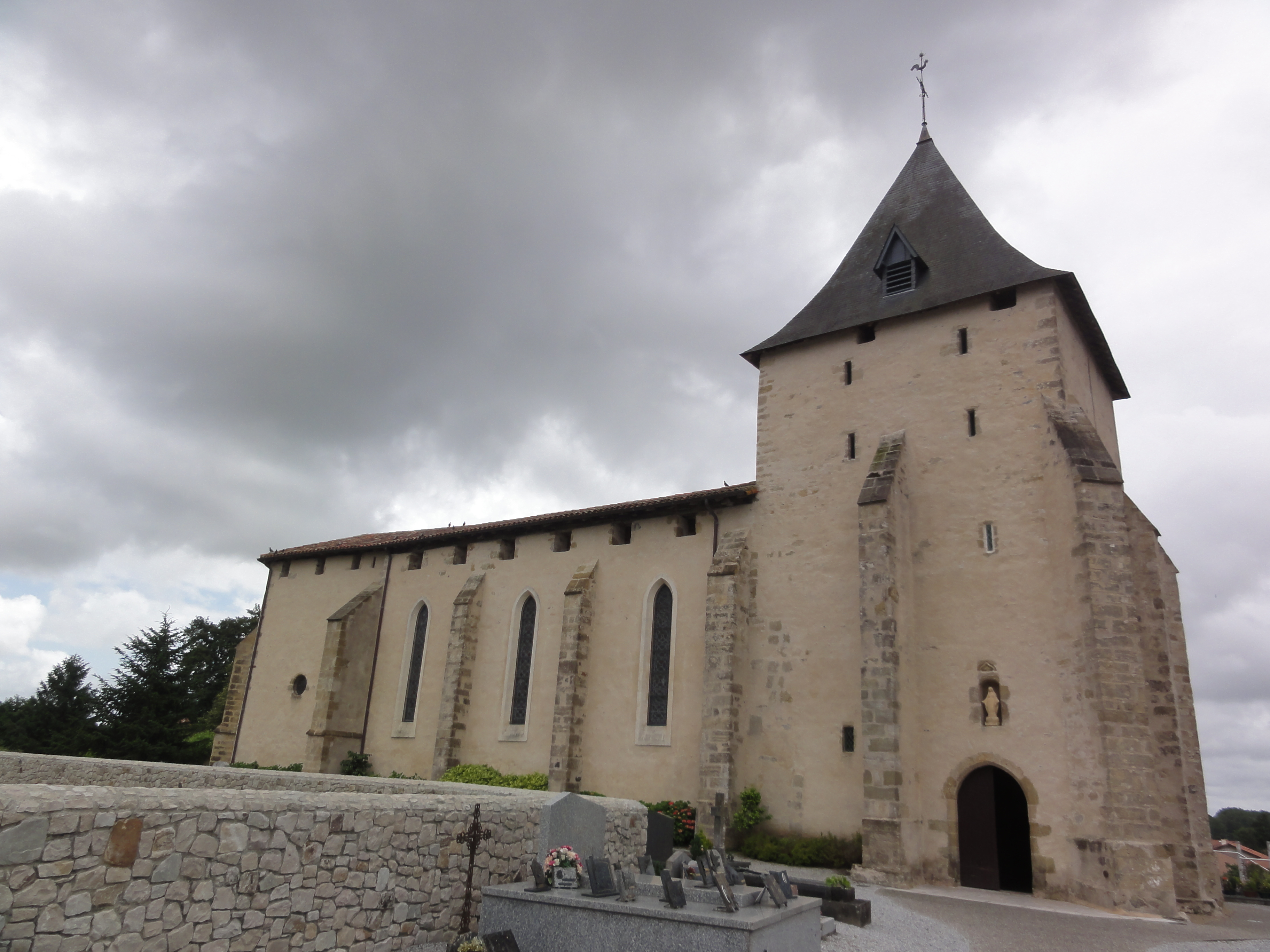
L'église Notre-Dame de Saubion.

- Église Notre-Dame de Saubion du XIe siècle. Lors de travaux en 1980, cinq squelettes de l'époque médiévale furent retrouvés sous l'autel. Il s'agissait certainement de hauts personnages. Tous les ans, à la Pentecôte, un pèlerinage se rend à la statue de Notre-Dame de Saubion dans la chapelle de l'église.
- Une chapelle datant de 1706 est sise derrière l'église, dans un parc. Dans une niche de cette chapelle, une statue de la Vierge du XVIIe siècle est découverte au début du XXIe siècle.
- À proximité de cette chapelle coule la fontaine Saint-Roch, qui a le pouvoir de guérir toutes les maladies de peau.

## Personnalités liées à la commune
- Guy Camberabero (1936-2023), joueur français de rugby à XV.
- Lilian Camberabero (1937-2015), joueur français de rugby à XV.
- André Dubertrand (1950-), joueur français de rugby à XV.